# Baoguotu
Baoguotu (kinesiska: 宝国吐, 宝国吐乡) är en socken i Kina. Den ligger i den autonoma regionen Inre Mongoliet, i den norra delen av landet, omkring 770 kilometer öster om regionhuvudstaden Hohhot. Antalet invånare är 30257. Befolkningen består av 14 642 kvinnor och 15 615 män. Barn under 15 år utgör 16,0 %, vuxna 15-64 år 75 %, och äldre över 65 år 7,0 %.
Genomsnittlig årsnederbörd är 691 millimeter. Den regnigaste månaden är juli, med i genomsnitt 161 mm nederbörd, och den torraste är januari, med 2 mm nederbörd.